# Orneta (gromada)
Orneta – dawna gromada, czyli najmniejsza jednostka podziału terytorialnego Polskiej Rzeczypospolitej Ludowej w latach 1954–1972.
Gromady, z gromadzkimi radami narodowymi (GRN) jako organami władzy najniższego stopnia na wsi, funkcjonowały od reformy reorganizującej administrację wiejską przeprowadzonej jesienią 1954 do momentu ich zniesienia z dniem 1 stycznia 1973, tym samym wypierając organizację gminną w latach 1954–1972.
Gromadę Orneta z siedzibą GRN w mieście Ornecie (nie wchodzącym w jej skład) utworzono – jako jedną z 8759 gromad na obszarze Polski – w powiecie braniewskim w woj. olsztyńskim na mocy uchwały nr 11 WRN w Olsztynie z dnia 4 października 1954. W skład jednostki weszły obszary dotychczasowych gromad Opin, Krosno i Nowy Dwór ze zniesionej gminy Bażyny w powiecie braniewskim, a także obszar dotychczasowej gromady Wojciechowo ze zniesionej gminy Lubomino w powiecie lidzbarskim w tymże województwie. Dla gromady ustalono 10 członków gromadzkiej rady narodowej.
1 stycznia 1960 do gromady Orneta włączono wsie Henrykowo i Kumajny, PGR Kumajny oraz leśniczówkę Kumajny ze zniesionej gromady Henrykowo w tymże powiecie.
31 grudnia 1967 z gromady Orneta wyłączono części obszaru PGR Mingajny (258 ha + 31 ha) oraz część obszaru PGL nadleśnictwo Orneta (42 ha), włączając je do gromady Lechowo w tymże powiecie.
1 stycznia 1969 do gromady Orneta włączono obszar o powierzchni 4 ha leżący między PGR Stolno a szosą Morąg-Orneta z gromady Miłakowo w powiecie morąskim w tymże województwie.
22 grudnia 1971 do gromady Orneta włączono obszar zniesionej gromady Bażyny (bez części obszaru PGR Karkajny o powierzchni 26 ha) w tymże powiecie.
1 stycznia 1972 do gromady Orneta włączono tereny o powierzchni 803 ha z miasta Orneta w tymże powiecie.	
Gromada przetrwała do końca 1972 roku, czyli do kolejnej reformy gminnej. 1 stycznia 1973 w powiecie braniewskim utworzono gminę Orneta (od 1999 gmina Orneta znajduje się w powiecie lidzbarskim w woj. warmińsko-mazurskim).